# Italienisches Kaltblut
Das Italienische Kaltblut ist eine seltene Pferderasse, die fast ausschließlich und nur in geringer Zahl in Italien anzutreffen ist.
Hintergrundinformationen zur Pferdebewertung und -zucht finden sich unter: Exterieur, Interieur und Pferdezucht.

## Exterieur
Das Italienische Kaltblut ist ein kompakter, mittelgroßer Vertreter seiner Art, der dem Bretonen in seinem Erscheinungsbild stark ähnelt. Der Kopf mit dem geraden Profil weist einen aufgeweckten Ausdruck aus, ist von nobler Erscheinung und hat ein kleines Maul. Der schwere Hals ist hoch aufgesetzt und besticht durch seine schöne Linie sowie das dichte Langhaar. Die massive Schulter ist schräg, die Brust breit und der Widerrist wenig ausgeprägt. Der Rumpf ist ausreichend tief, meist mit einem kurzen Rücken mit einer vorgetieften Rückenlinie. Die Nierenpartie ist kräftig, die gut gerundete Spaltkruppe abfallend. Bei einer steilen Hinterhand weisen die Gelenke häufig einen offenen Winkel auf. Das Fundament ist dabei solide mit mittlerem Kötenbehang, steilen Fesseln und großen, jedoch engen Hufen.

## Interieur
Die Bewegungsmechanik des Italienischen Kaltblutes zeigt gute Aktionen im Schritt und einen ausgeprägten Trab.

## Zuchtgeschichte
In Ferrara wurde gegen 1860 ein Hengstdepot eingerichtet, in dem zuerst Beschäler aus der Po-Ebene aufgestallt waren. Dem damaligen Modetrend folgend kamen bald auch Vollblüter, Hackneys und Orientalen hinzu. Um die Jahrhundertwende wurden die Hengste um Vertreter der schweren Rassen Boulonnais, Ardenner und Bretone erweitert, wobei letztgenannte den größten Einfluss auf die Rasse hinterlassen konnten.
Die Zucht von Arbeitspferden dieses Schlages traf auf große Nachfrage und fand dadurch bald eine weite Verbreitung. Besonderes Augenmerk legte man auf die fleißigen Aktionen und so erhielt dieser Schlag von Pferden den Namen Tiro Pesante Rapido, was so viel wie schnelles Zugpferd bedeutet. Die Pferde zeichneten sich durch ihre willige und ausdauernde Arbeitsweise aus und wiesen eine ideale Zuglinie auf.
Im Laufe des Ersten Weltkrieges wurde der Zucht jedoch, speziell in der Region um Venedig, großer Schaden zugefügt. Dies führte zu der Notwendigkeit, die Rasse neu zu konsolidieren, was durch vermehrten Einsatz importierter Bretonenhengste angestrebt wurde. Daher rührt die noch heute gut zu erkennende Ähnlichkeit des Italienischen Kaltblutes mit dem Bretonen.
Gegen Ende des 20. Jahrhunderts umfasste das Zuchtbuch noch einen Bestand von ca. 1.000 Stuten, deren Nachkommen fast ausschließlich für den Verzehr des in Südeuropa sehr geschätzten Pferdefleisches bestimmt sind. Eine Verwendung in der Landwirtschaft ist aufgrund der fortschreitenden Mechanisierung kaum noch vertreten.